# Ichikawa Danjūrō I
Ichikawa Danjuro IShodai Ichikawa Danjuro (primeiro Ichikawa Danjuro) (初代市川団十郎) foi um antigo ator de kabuki no Japão. Ele permanece até hoje como um dos mais famosos atores de kabuki e é considerado o mais influente. Suas influências incluem o pioneirismo do estilo de atuação aragoto, que veio a ser associado com o kabuki de Edo e com os sucessores da linhagem Danjuro.
Como vários atores, Danjuro também experimentou escrever peças, fazendo isso sob o haimyoNome de ator (俳名) Mimasuya Hyogo. "Mimasu"Três caixas (三升) é o nome do mon da família Ichikawa. Muitos atores da linhagem de Danjuro usaram "Mimasu" e "Sansho" como seus haimyo. "Sansho" é uma leitura alternativa para os caracteres usados em "Mimasu".

## Linhagem
Por ter sido criador de um dos mais prestigiados nomes no kabuki, houve muitos descendentes de Danjuro I no mundo do teatro, alguns deles igualmente famosos, e que se destacaram nos papéis que desempenharam. O pai de Danjuro, Horikoshi Juzo, não esteve envolvido no meio teatral, e era um otokodateHomem briguento (男伊達), mas mesmo assim era parte da cultura popular de Edo. Embora não tivesse relação com o teatro, o pai de Danjuro esteve envolvido com vários outros tipos de performances, bem como a prostituição. 
Os filhos de Danjuro I foram Ichikawa Danjuro II e Ichikawa Sen'ya. O quarto Danjuro foi seu neto, e o quinto seu bisneto. Seus tataranetos, bem como seus filhos e netos também tornaram-se atores de kabuki. Danjuro I também teve muitos discípulos.
Um seguidor devoto do Fudō Myōō, um dos Treze Budas do Japão, Danjuro foi o primeiro a interpretar Fudō no palco, e criou o grupo de atores Naritaya, nomeado assim por causa do templo do buda Narita Fudoson.

## Vida e carreira
Nascido em Edo em 1660, Danjuro estreou no teatro de Nakamura-za com 13 anos de idade, usando o nome Ichikawa Ebizo. O primeiro a ter o nome Ebizo, ele foi, portanto, o originador dessa prestigiada linhagem de atores. Essa performance de 1673 da peça Shitenno Ochigodachi, na qual Ebizo interpretou Sakata Kintoki marca não somente a estreia dele, mas também o primeiro uso da maquiagem com listras pretas e vermelhas, chamada de kumadori, e consequentemente o nascimento do estilo aragoto.
Dois anos depois, já com o nome de Danjuro, ele participou da primeira apresentação de kabuki baseada na história dos Irmãos Soga. O ukiyo-e visto aqui, embora tenha sido produzido para uma performance de 1697, mostra Danjuro no mesmo papel da peça em que fez aos 15 anos, encenando Soga Goro. Trabalhando como dramaturgo e ator, Danjuro produziu várias peças, muitas das quais foram bases para outras tramas extremamente populares do Período Edo, e que ainda são realizadas atualmente, embora tenham passado por algumas mudanças com o passar dos séculos. Duas dessas peças são a Narukami, escrita e estreada em 1684, e a famosa peça Shibaraku, em 1697
A Era Genroku marcou o pico da extravagância e do hedonismo do Período Edo. Danjuro foi um dos atores mais famosos de Edo nesse período, junto com Nakamura Shichisaburo I e Nakamura Denkuro I. A primeira performance do aragoto em Kyoto foi a peça Genji Musha Homare no Seiriki, em 1964; no ano seguinte, Danjuro apareceu no Edo HyobankiPessoas notáveis de Edo (江戸評判記), uma publicação popular que ranqueava atores e performances. Danjuro foi classificado como jo-jo-kichiAlto-alto excelente (上々吉). O salário anual de Danjuro chegava a 500 ryo (uma antiga moeda japonesa), algo como 50 milhões de ienes.
Com o passar do tempo, Danjuro interpretou e escreveu um grande número de peças. Ao contrário de vários atores que vieram depois dele, Danjuro não era particularmente fiel à apenas um teatro, e os trocava várias vezes. Ele também atuou ao lado de seu filho, Ichikawa Kuzo, que mais tarde ficou com o nome do seu pai e tornou-se Ichikawa Danjuro II. Danjuro I é dito ter sido o primeiro ator de kabuki a escrever haiku e a ter um haimyo.
Enquanto atuava no teatro Ichimura-za em 24 de março de 1704, Danjuro foi esfaqueado e morto pelo seu colega de palco Ikushima Hanroku.

## Veja também

O brasão (mon) da família Ichikawa